# Creatura
Pour plus de détails, voir Fiche technique et Distribution.
Creatura est un film dramatique catalan de 2023 réalisé, co-écrit et interprété par Elena Martín.

## Scénario
En emménageant dans une maison d'été familiale sur la côte du Maresme, au nord de Barcelone, avec son petit ami Marcel, Mila est confrontée à un traumatisme sexuel, victime de flashbacks de son enfance et de son adolescence .

## Production
Le film est produit par Clara Roquet avec María Zamora. Il a bénéficié de la production de Vilaüt Films, Lastor Media, Avalon PC et Elastica Films, en association avec Suris/Bishop Film et la participation de TV3, Filmin et du soutien de MEDIA.
Le film est tourné en catalan. Les lieux de tournage comprennent les villes de Sant Vicenç de Montalt, de L'Escala, de Blanes, de Barcelone et de Sitges.

## Sortie
La première internationale a lieu dans la section de la Quinzaine des cinéastes du 76e Festival de Cannes le 20 mai 2023. Distribué par Avalon, il sort en salles en Espagne le 8 septembre 2023.

## Distribution
- Elena Martín : Mila
- Oriol Pla : Marcel
- Alex Brendemühl : Gerard
- Clara Segura